# Maliattha brillians
Maliattha brillians är en fjärilsart som beskrevs av Emilio Berio 1959. Maliattha brillians ingår i släktet Maliattha och familjen nattflyn. Inga underarter finns listade i Catalogue of Life.